# 1493 год
1493 (ты́сяча четы́реста девяно́сто тре́тий) год  по юлианскому календарю — невисокосный год, начинающийся во вторник. Это 1493 год нашей эры, 3‑й год 10‑го десятилетия XV века 2‑го тысячелетия, 4‑й год 1490‑х годов. Он закончился 532 года назад.
| Пн | Вт | Ср | Чт | Пт | Сб | Вс |
|    | 1  | 2  | 3  | 4  | 5  | 6  |
| 7  | 8  | 9  | 10 | 11 | 12 | 13 |
| 14 | 15 | 16 | 17 | 18 | 19 | 20 |
| 21 | 22 | 23 | 24 | 25 | 26 | 27 |
| 28 | 29 | 30 | 31 |    |    |    |

| Пн | Вт | Ср | Чт | Пт | Сб | Вс |
|    |    |    |    | 1  | 2  | 3  |
| 4  | 5  | 6  | 7  | 8  | 9  | 10 |
| 11 | 12 | 13 | 14 | 15 | 16 | 17 |
| 18 | 19 | 20 | 21 | 22 | 23 | 24 |
| 25 | 26 | 27 | 28 |    |    |    |

| Пн | Вт | Ср | Чт | Пт | Сб | Вс |
|    |    |    |    | 1  | 2  | 3  |
| 4  | 5  | 6  | 7  | 8  | 9  | 10 |
| 11 | 12 | 13 | 14 | 15 | 16 | 17 |
| 18 | 19 | 20 | 21 | 22 | 23 | 24 |
| 25 | 26 | 27 | 28 | 29 | 30 | 31 |

| Пн | Вт | Ср | Чт | Пт | Сб | Вс |
| 1  | 2  | 3  | 4  | 5  | 6  | 7  |
| 8  | 9  | 10 | 11 | 12 | 13 | 14 |
| 15 | 16 | 17 | 18 | 19 | 20 | 21 |
| 22 | 23 | 24 | 25 | 26 | 27 | 28 |
| 29 | 30 |    |    |    |    |    |

| Пн | Вт | Ср | Чт | Пт | Сб | Вс |
|    |    | 1  | 2  | 3  | 4  | 5  |
| 6  | 7  | 8  | 9  | 10 | 11 | 12 |
| 13 | 14 | 15 | 16 | 17 | 18 | 19 |
| 20 | 21 | 22 | 23 | 24 | 25 | 26 |
| 27 | 28 | 29 | 30 | 31 |    |    |

| Пн | Вт | Ср | Чт | Пт | Сб | Вс |
|    |    |    |    |    | 1  | 2  |
| 3  | 4  | 5  | 6  | 7  | 8  | 9  |
| 10 | 11 | 12 | 13 | 14 | 15 | 16 |
| 17 | 18 | 19 | 20 | 21 | 22 | 23 |
| 24 | 25 | 26 | 27 | 28 | 29 | 30 |

| Пн | Вт | Ср | Чт | Пт | Сб | Вс |
| 1  | 2  | 3  | 4  | 5  | 6  | 7  |
| 8  | 9  | 10 | 11 | 12 | 13 | 14 |
| 15 | 16 | 17 | 18 | 19 | 20 | 21 |
| 22 | 23 | 24 | 25 | 26 | 27 | 28 |
| 29 | 30 | 31 |    |    |    |    |

| Пн | Вт | Ср | Чт | Пт | Сб | Вс |
|    |    |    | 1  | 2  | 3  | 4  |
| 5  | 6  | 7  | 8  | 9  | 10 | 11 |
| 12 | 13 | 14 | 15 | 16 | 17 | 18 |
| 19 | 20 | 21 | 22 | 23 | 24 | 25 |
| 26 | 27 | 28 | 29 | 30 | 31 |    |

| Пн | Вт | Ср | Чт | Пт | Сб | Вс |
|    |    |    |    |    |    | 1  |
| 2  | 3  | 4  | 5  | 6  | 7  | 8  |
| 9  | 10 | 11 | 12 | 13 | 14 | 15 |
| 16 | 17 | 18 | 19 | 20 | 21 | 22 |
| 23 | 24 | 25 | 26 | 27 | 28 | 29 |
| 30 |    |    |    |    |    |    |

| Пн | Вт | Ср | Чт | Пт | Сб | Вс |
|    | 1  | 2  | 3  | 4  | 5  | 6  |
| 7  | 8  | 9  | 10 | 11 | 12 | 13 |
| 14 | 15 | 16 | 17 | 18 | 19 | 20 |
| 21 | 22 | 23 | 24 | 25 | 26 | 27 |
| 28 | 29 | 30 | 31 |    |    |    |

| Пн | Вт | Ср | Чт | Пт | Сб | Вс |
|    |    |    |    | 1  | 2  | 3  |
| 4  | 5  | 6  | 7  | 8  | 9  | 10 |
| 11 | 12 | 13 | 14 | 15 | 16 | 17 |
| 18 | 19 | 20 | 21 | 22 | 23 | 24 |
| 25 | 26 | 27 | 28 | 29 | 30 |    |

| Пн | Вт | Ср | Чт | Пт | Сб | Вс |
|    |    |    |    |    |    | 1  |
| 2  | 3  | 4  | 5  | 6  | 7  | 8  |
| 9  | 10 | 11 | 12 | 13 | 14 | 15 |
| 16 | 17 | 18 | 19 | 20 | 21 | 22 |
| 23 | 24 | 25 | 26 | 27 | 28 | 29 |
| 30 | 31 |    |    |    |    |    |

Это нам рассказывает Ткач Владислав

## События
- 1485—1503 — Польско-турецкая война[1].
- 1493—1494 — Максим Грек во Флоренции обучался у Ласкариса и вероятно, участвовал в его издательской деятельности[2].
- 1493—1593 — началась Столетняя хорватско-османская война. Серия вооружённых конфликтов между Королевством Хорватия и Османской империей[3].
  - 9 сентября — битва при Крбаве[3].
- 16 января — два корабля Христофора Колумба вышли из Америки в обратный путь — в Испанию. 
  - 12 февраля — поднялась буря, и в ночь на 14 февраля корабли потеряли друг друга из виду. Шторм был столь сильным, что испанцы были готовы к неминуемой гибели.
  - 15 февраля — ветер немного стих, моряки увидели землю.
  - 18 февраля — «Нинья» подошла к острову Санта-Мария (Азорские острова).
  - 9 марта — «Нинья» бросает якорь в Лиссабоне, где Жуан II принимает Колумба как светлейшего князя и приказывает снабдить того всем необходимым.
  - 15 марта — «Нинья» возвращается в Испанию. В тот же день туда приходит и «Пинта». Колумб привозит с собой туземцев (которых в Европе называют индейцами), немного золота, невиданные ранее в Европе растения, плоды и перья птиц.
- 3 мая — папская булла «Inter caetera» разделила мир между Кастилией и Португалией по 38° западной долготы.
- Май  — подписан Санлисский договор о разделе бургундского наследства между императором Священной Римской империи Максимилианом I и королём Франции Карлом VIII[4].
  - Присоединение графства Бургундия к владениям Габсбургов.
- 25 сентября Pirenne H. Histoire de Belgique. T. III. 3ème édition. — Bruxelles: Maurice Lamertin, 1923. началась Вторая экспедиция Колумба (до 1496 года).
  - 3 ноября — Колумб открывает остров Доминика.
  - 19 ноября — Христофор Колумб открывает остров Борикен, который называет Сан-Хуан-Баутиста, ныне Пуэрто-Рико.
  - Открытие Колумбом островов Антигуа, Барбуда.
- Базилика Святого Димитрия в г. Салоники обращена в мечеть. Оставалась в этом качестве до 1912 года.
- Заговор «Башмака» в Германии.
- Между 1493 и 1525 — присоединение к государству инков ряда небольших областей на севере.
- Император Максимилиан II Габсбург посылает посольство к крымскому хану Менгли I Гирею с требованием снести крепость Очаков, построенную на землях ВКЛ[5].
  - Глинский Михаил Львович ездил послом к крымскому хану Менгли I Гирею с требованием снести крепость Очаков, построенную на землях ВКЛ[5].
  - Захват и разорения Очакова казаками под руководством Богдана Глинского.
- Ибрагим, тюменский хан заключил с крымским ханом Менгли I Гиреем союз, пытаясь распространить своё влияние на Поволжье и Казанское ханство[6].
- Муса, бей Ногайской Орды, вместе с сибирским ханом Ибрагимом, совершил поход на Большую Орду и  неудачный поход на Астраханское ханство[7].
- Ибрагим, тюменский хан посылает Ивану Грозному послание, в котором объявил себя обладателем трона хана Батыя ("Саинова стула". Вероятно, что такие же послания были разосланы и другим правителям)[7].

## Русское государство
Правление: 1462—1505 — Иван III Васильевич
- 1487—1494 — Русско-литовская война[8]:
  - Зима 1492/1493 — Александр Ягеллончик приказал смоленскому воеводе Юрию Глебовичу готовить город к обороне. Но Иван III прекратил военные действия[8].
  - 5 января — Иван III посылает в Вильно своего посла Дмитрия Давыдовича Загряжского к новому великому литовскому князя Александру Казимировичу. В грамоте привезённой послом, именует себя: "Государём всея Руси и великим князем Володимирским и Московским .... и иных". Документ был снабжён печатью с двуглавым орлом. Цель посольства — сообщить о переходе новых литовских князей в подданство русского государя (см. 1492 год)[9].
  - 29 января — выступило в поход объединённое московско-рязанское войско во главе с князем Фёдором Васильевичем Рязанским, от его брата великого князя Ивана Васильевича Рязанского был воевода Инька Измайлов, а московскую рать возглавляли князья Михаил Иванович Колышка-Булгаков и Александр Васильевич Оболенский[8].
  - Юрий Глебович и князь Семён Можайский, узнав о приближении русских сил, бежали. Когда Фёдор Рязанский подошёл к Мезецку, горожане открыли ворота, затем были взяты приступом Серпейск и Опаков. Также были захвачены городки Городечня, Лучин-Город, Залидов[8].
  - В то же время другое русское войско во главе с князем Даниилом Васильевичем Щенятем и Василием Ивановичем Патрикеевым, вышедшее из Твери, взяло Вязьму, где были захвачены Вяземские князья, которые были отправлены в Москву. Здесь Иван ΙΙΙ князей «пожаловал их же вотчинами, Вязьмою, и повеле им собе служити», за исключением главного князя Михаила Дмитриевича Вяземского, отправленного в заточение на Двину. Новым главным князем Вязьмы стал Андрей Юрьевич Вяземский[8].
  - Ещё одна русская рать во главе с князем Даниилом Александровичем Пенком-Ярославским располагалась в Великих Луках, но успехи там были весьма скромные — захвачена волость Пуповичи[8].
  - Были сделаны большие военные приготовления на случай, если бы противник перешёл в наступление. Не ограничиваясь этим, Иван III побуждал Менгли Гирея совершить набег на Литву, но тот предпочёл строить Очаков[8].
  - Март — Александр Ягеллончик отправил посольство Яна Литавора Хрептовича к польскому королю с просьбой о военной помощи. В обмен на военную помощь, поляки потребовали возобновить «записи» об унии[8].
  - Литовские власти пытались заручиться поддержкой Большой Орды и Тевтонского ордена, но и здесь потерпели неудачу[8].
  - Александр Ягеллончик начинает мирные переговоры с Иваном III[10].
- 11 января — Иван III принимает на службу выехавшего из Крымского ханства царевича Абдул-Латиф. Великий князь даёт ему Звенигород-Московский со всеми пошлинами[9].
- Начало июля — русское правительство принимает датских послов короля Ханса и заключило договор с Данией, оказавший помощь королю Иоганну в борьбе с шведским правителем Свеном Стуре[9].
- Лето — с целью военной добычи ордынцы совершили налёт на Рязанское княжество, в результате которого разорены три села[11].
- 28 июля (по другим данным 16) — в сильнейшем пожаре в Москве сгорают дворы великого князя, в том числе его новый двор "за Архангелом". Из-за этого пожара Ивану III приходиться жить у церкви Николы в Подкопаеве у реки Яуза "в христианских дворах"[9].
- Пожалован боярством: Бороздин Пётр Борисович[12].
- К великому князю выезжает на службу, после взятия города Мценск, родоначальник дворянского рода Меркуловы[13].

### Города и поселения
- После большого московского пожара Иван III повелевает расчистить перед новыми стенами Московского кремля полосу в 110 саженей (около 240 м.) в фортификационных целях. Этот крепостной гласис, называвшийся Полым местом или Пожаром, стал основой будущей Красной площади (в XV-XVI веках "Красной", т.е. "Красивой", называли Соборную площадь Кремля)[14].

## Начало правления
См. также: Список глав государств в 1493 году
- 1493—1519 — император Священной Римской Империи Максимилиан I.
- 1493—1528 — правление царя Сонгаи Аския Мохаммеда I (Мохаммеда Тура), бывшего военачальника свергнутого им царя Сонни (ши) Али Бера. Расцвет Сонгаи.

## Родились
См. также: Категория:Родившиеся в 1493 году
- 11 ноября (или 17 декабря) — Парацельс, знаменитый алхимик, врач и оккультист.

## Скончались
См. также: Категория:Умершие в 1493 году